# چاپال وادی
چاپال وادی (به لاتین: Chappal Waddi) یک کوه در نیجریه و کامرون است. چاپال وادی ۲٬۴۱۹ متر بالاتر از سطح دریا واقع شده‌است.